# Запис Спасића липа у порти (Рековац)
Запис Спасића липа у порти (Рековац) се налази на парцели чији је власник Спасић Спасоје.

## Локација
| Општина             | Рековац                                                                     |
| Катастарска општина | Рековац                                                                     |
| Потес               | Горње поље                                                                  |
| Координате          | 43° 52′ 10″ С; 21° 04′ 47″ И / 43.869399999999999° С; 21.079599999999999° И |
| Надморска висина    | 244m                                                                        |

## Карактеристике
Дендрометријске вредности утврђене на терену и сателитским снимцима:
| Стабло                     | Липа |
| Висина стабла              | m    |
| Обим дебла                 | m    |
| Пречник крошње             | 6m   |
| Пречник дебла              | m    |
| Висина дебла до прве гране | m    |

## База записа
Запис је у оквиру Викимедија пројекта "Запис - Свето дрво" заведен под редним бројем 0730.